# Адельфія
Адельфія (італ. Adelfia) — муніципалітет в Італії, у регіоні Апулія,  метрополійне місто Барі.
Адельфія розташована на відстані близько 380 км на схід від Рима, 14 км на південь від Барі.
Населення — 17 107 осіб (2014).
Щорічний фестиваль відбувається 10 листопада, Lunedì dell'Angelo. Покровитель — святий Трифон.

## Демографія
Населення за роками:

Станом на 1 січня 2023 року в муніципалітеті офіційно проживало 513 іноземців з 41 країни, серед них 79 громадян країн Євросоюзу та 1 громадянин України.

## Сусідні муніципалітети
- Аккуавіва-делле-Фонті
- Барі
- Бітритто
- Казамассіма
- Кассано-делле-Мурдже
- Саннікандро-ді-Барі
- Валенцано